# Nisza św. Publiusza w Valletcie
Nisza św. Publiusza (malt. Niċċa ta' San Publiju, ang. Niche of St. Publius) – klasycystyczna rzeźba w stolicy Malty Valletcie. Umieszczona jest na rogu zabytkowego budynku izby celnej.
Kamienna statua przedstawia pierwszego biskupa Malty św. Publiusza, u którego stóp leży lew, symbol męczeństwa. Ustawiona na cokole rzeźba została wykonana w 1853 roku przez pochodzącego z Bormli artystę Salvatorego Psailę.
Obiekt jest wpisany na listę National Inventory of the Cultural Property of the Maltese Islands pod numerem 00514.